# Милија Марковић
Милија Марковић (Пожаревац, 1812 — Београд, 1877) био је српски сликар и свештеник (1832—1842), отац академског сликара Николе Марковића. У раној младости радио је као учитељ у манастирима Рукумија, Заова и Горњак. Српски митрополит Мелентије Павловић позвао га је да се усавршава код њега на двору, где се дружио са кнежевићима Михаилом и Миланом. Сликарски занат усавршавао је и у Аустрији.

## Радови
У најпознатије Марковићеве радове убрајају се:
- Кисељачка црква
- Црква манастира Буково, 1837.
- Градска црква у Ћуприји, 1837.
- Смољиначка црква, 1847.
- Ужичка црква, 1850.
- Градска црква у Лозници
- Црква манастира Витовнице, 1856.
- Црква у Рачи Крагујевачкој, 1859.
- Црква манастира Рукумије